# Bla, bla, bla
Bla, bla, blava ser un programa de televisió, emès per Televisió espanyola entre 1981 i 1983. Espai presentat pel periodista Jesús María Amilibia Iraragorri i la locutora Marisa Abad, amb direcció de José Joaquín Marroquí. La sintonia de capçalera va ser composta per Alfonso Santisteban.

## Format
En to informal, el programa feia un repàs setmanal de les notícies de crònica social a Espanya. Incloïa reportatges i entrevistes a personatges rellevants del món de l'espectacle, cinema, teatre, etc i la premsa rosa. Considerat el primer programa d'aquest gènere en la televisió d'Espanya.